# Metabraxas phidola
Metabraxas phidola är en fjärilsart som beskrevs av Louis Beethoven Prout 1928. Metabraxas phidola ingår i släktet Metabraxas och familjen mätare. Inga underarter finns listade i Catalogue of Life.